# Факел Революции
Фа́кел Револю́ции — посёлок в Искитимском районе Новосибирской области. Входит в состав Быстровского сельсовета.

## География
Площадь посёлка — 261 гектар.

## Население
| 2002 | 2007 | 2010 |
| ---- | ---- | ---- |
| 251  | ↗440 | ↘272 |

## Инфраструктура
В посёлке по данным на 2007 год функционирует 1 учреждение здравоохранения.